# Matteo Politano
Matteo Politano (Rome, 3 augustus 1993) is een Italiaans voetballer die doorgaans speelt als rechtsbuiten. Hij verruilde Sassuolo in juli 2019 voor Internazionale, dat hem in het voorgaande seizoen al huurde. Politano debuteerde in 2018 in het Italiaans voetbalelftal.

## Clubcarrière

### Jeugd
Politano komt uit de jeugdopleiding van AS Roma. Tijdens het seizoen 2012/13 werd hij uitgeleend aan Perugia, waar hij acht doelpunten scoorde in 30 competitieduels. 

### Pescara
In de zomer van 2013 werd Politano voor een half miljoen euro verkocht aan het dan net naar de Serie B gedegradeerde Pescara. Politano kwam twee seizoenen uit voor Pescara in de Serie B. Hij scoort twaalf en geeft tien assists in 81 wedstrijden, maar weet niet te promoveren met het team.

### Sassuolo
In de zomer van 2015 werd hij overgenomen door Sassuolo, dat actief was op een niveau hoger. Voor Sassuolo maakte de vleugelspeler in het seizoen 2016/17 zijn Europese debuut, in de Europa League. Hij speelt drie seizoenen voor de groen-zwarten en speelt 110 wedstrijden. Daarin is hij goed voor 24 goals en veertien assists.

### Internazionale
In het seizoen 2018/19 huurt Internazionale Politano voor één seizoen van Sassuolo. Inter nam hem daarna definitief over. Waar Politano onder coach Luciano Spalletti basisspeler was, zag de in mei 2019 aangetreden Antonio Conte alleen minder in hem. Nadat een ruil met AS Roma-speler Leonardo Spinazzola niet doorging, verhuurde Internazionale Politano in januari 2020 voor anderhalf jaar aan Napoli. Dat bedong daarbij ook een optie tot koop.

### Napoli
Bij Napoli is Politano weer basisspeler, zeker als in mei 2021 Luciano Spalleti trainer van Napoli wordt. Eerder hadden zij bij Inter al een goede relatie. In het seizoen 2022/23 maakte Politano zijn eerste treffer in de UEFA Champions League, in de met 3-0 gewonnen uitwedstrijd met Rangers.

## Clubstatistieken
| Seizoen | Club           | Competitie | Competitie | Competitie | Beker | Beker | Internationaal | Internationaal | Totaal | Totaal |
| Seizoen | Club           | Competitie | Wed.       | Dlp.       | Wed.  | Dlp.  | Wed.           | Dlp.           | Wed.   | Dlp.   |
| ------- | -------------- | ---------- | ---------- | ---------- | ----- | ----- | -------------- | -------------- | ------ | ------ |
| 2012/13 | Perugia        | Lega Pro   | 30         | 8          | 3     | 0     | —              | —              | 33     | 8      |
| 2013/14 | Pescara        | Serie B    | 31         | 6          | 1     | 0     | —              | —              | 32     | 6      |
| 2014/15 | Pescara        | Serie B    | 46         | 6          | 3     | 0     | —              | —              | 49     | 6      |
| 2015/16 | Sassuolo       | Serie A    | 28         | 5          | 1     | 0     | —              | —              | 29     | 5      |
| 2016/17 | Sassuolo       | Serie A    | 32         | 5          | 1     | 0     | 9              | 3              | 42     | 8      |
| 2017/18 | Sassuolo       | Serie A    | 36         | 10         | 3     | 1     | —              | —              | 39     | 11     |
| 2018/19 | Internazionale | Serie A    | 36         | 5          | 2     | 0     | 10             | 1              | 48     | 6      |
| 2019/20 | Internazionale | Serie A    | 11         | 0          | 0     | 0     | 4              | 0              | 15     | 0      |
| 2019/20 | Napoli         | Serie A    | 15         | 2          | 3     | 0     | 2              | 0              | 20     | 2      |
| 2020/21 | Napoli         | Serie A    | 37         | 9          | 5     | 1     | 8              | 2              | 50     | 12     |
| 2021/22 | Napoli         | Serie A    | 33         | 3          | 1     | 0     | 5              | 2              | 39     | 5      |
| 2022/23 | Napoli         | Serie A    | 8          | 2          | 0     | 0     | 2              | 1              | 10     | 3      |
| Totaal  | Totaal         | Totaal     | 343        | 61         | 23    | 2     | 40             | 9              | 406    | 72     |

Bijgewerkt op 5 oktober 2022

## Interlandcarrière
Politano behaalde vier caps voor Italië –19 en zes (twee doelpunten) voor Italië –20. Hij debuteerde in augustus 2013 in Italië –21. Later dat jaar speelde hij zijn tweede en laatste interland voor dat jeugdteam. Politano debuteerde op 28 mei 2018 in het Italiaans voetbalelftal, tijdens een met 2–1 gewonnen oefeninterland tegen Saoedi-Arabië.

## Erelijst
| Kampioen Serie A | 1× | 2022/23 |
| Coppa Italia     | 1× | 2019/20 |